# Lepturgotrichona flaviceps
Lepturgotrichona flaviceps är en skalbaggsart som först beskrevs av Bates 1863.  Lepturgotrichona flaviceps ingår i släktet Lepturgotrichona och familjen långhorningar. Inga underarter finns listade i Catalogue of Life.